# DOG FIGHT!
『DOG FIGHT!』（ドッグ・ファイト）は、DOG FIGHTの6枚目のアルバム。

## 内容
事実上のラスト・アルバム。編曲・プロデュースを佐久間正英が担当した。これまでのオリジナル・アルバムにおけるオリコン最高順位は全て100位以内にランクインされたが、最も低い順位となった。

ラストシングルとなった『BLOWIN'』及びカップリングの『LOVE FOREVER』が収録されている。

## 批評
CDジャーナルは「丁寧なサウンド・メイキングで、キャリアに裏付けられたよくこなれた唄を聴かせる」と評した。

## 収録曲
1. BOOING（BUT）GOING
作詞：TAISHO　作曲：NAOKI
2. TOO MUCH PAIN
作詞・作曲：TAISHO
3. BLOWIN'
作詞・作曲：NAOKI
4. READY CRAZY
作詞・作曲：NAOKI
5. KICK!
作詞・作曲：NAOKI
6. TRUE COLOR
作詞：TAISHO　作曲：KEN
7. LOVE FOREVER
作詞・作曲：NAOKI
8. HEART
作詞・作曲：NAOKI
9. BE MYSELF
作詞・作曲：TAISHO
10. SO FAR SO GOOD
作詞：TAISHO　作曲：NAOKI
11. ギターと愛する詞と
作詞：TAISHO　作曲：NAOKI